# Polyorchis penicillatus
Polyorchis penicillatus är en nässeldjursart som först beskrevs av Johann Friedrich von Eschscholtz 1829.  Polyorchis penicillatus ingår i släktet Polyorchis och familjen Polyorchidae. Inga underarter finns listade i Catalogue of Life.